# Xiphorhynchus
Xiphorhynchus és un gènere d'ocells de la família dels furnàrids (Furnariidae).

## Taxonomia
Segons la Classificació del Congrés Ornitològic Internacional (versió 10.2, 2020) aquest gènere està format per 14 espècies:
- Xiphorhynchus obsoletus - grimpa-soques estriat.
- Xiphorhynchus fuscus - grimpa-soques menut.
- Xiphorhynchus atlanticus - grimpa-soques atlàntic.
- Xiphorhynchus pardalotus - grimpa-soques xiulador.
- Xiphorhynchus ocellatus - grimpa-soques ocel·lat.
- Xiphorhynchus chunchotambo - grimpa-soques de Tschudi.
- Xiphorhynchus elegans - grimpa-soques elegant.
- Xiphorhynchus spixii - grimpa-soques de Spix.
- Xiphorhynchus guttatus - grimpa-soques gorjagroc.
- Xiphorhynchus susurrans - grimpa-soques del cacau.
- Xiphorhynchus flavigaster - grimpa-soques bec d'ivori.
- Xiphorhynchus lachrymosus - grimpa-soques pintat.
- Xiphorhynchus erythropygius - grimpa-soques cuirassat.
- Xiphorhynchus triangularis - grimpa-soques de dors olivaci.